# Вища міра
«Вища міра» (англ. Supreme Sanction) — американський телевізійний фільм-бойовик 1999 року.

## Сюжет
Найманий вбивця секретних служб США на ім'я Дженна провалює своє завдання, не наважуючись вбити відомого телевізійного репортера. Натомість Дженна вбиває своїх товаришів і допомагає репортерові сховатися у її знайомого. Начальник Дженни, Далтон, намагається її знайти і закінчити невиконане завдання. Дженні нічого іншого не залишається, як прийняти виклик і почати зустрічну операцію.

## У ролях
| Актор            | Роль              |
| ---------------- | ----------------- |
| Майкл Медсен     | Далтон            |
| Крісті Свенсон   | Дженна            |
| Девід Дюкс       | Джордан Макнамара |
| Рон Перлман      | Директор          |
| Томмі Лістер     | Лестер            |
| Аль Сапієнза     | Голман            |
| Сюань Споук      | жінка турист      |
| Дональд Фейсон   | Маркус            |
| Голлістон Колман | Бейлі Макнамара   |
| Тео              | Рон, охоронець    |
| Деннон Грін      | Стеббінс          |
| Ді Джей Берг     | Гендерсон         |
| Маршалл Манеш    | Hawk Face Man     |
| Філ Гоун         | чоловік турист    |
| Аліза Вошабо     | бездомна жінка    |